# Chinesisches Roulette
Chinesisches Roulette (alemany: Chinesisches Roulette) és una pel·lícula de 1976 d'Alemanya Occidental escrita i dirigida per Rainer Werner Fassbinder. És protagonitzada per Margit Carstensen, Ulli Lommel i Anna Karina. La pel·lícula, un drama psicològic desolador, arriba al clímax amb un joc d'endevinar la veritat, que dona títol a la pel·lícula. La trama segueix una parella de casats burgesos les infidelitats dels quals són exposades pel seu fill discapacitat.

## Argument
L'Ariane i el Gerhard Christ, una parella benestant de Múnic, estan fent les maletes abans de marxar per al cap de setmana, que cadascú pretén passar a l'estranger. Mentre estan fora, la seva filla de dotze anys, Angela, que està discapacitada i camina amb crosses, ha de romandre a casa sota la cura de la seva curadora muda, Traunitz. De fet, la parella ha mentit sobre les seves intencions de viatge. Convençut que la seva dona i la seva filla seran a un altre lloc, Gerhard porta la seva antiga amant Irene Cartis, una perruquera francesa, a una cita de cap de setmana a la casa de camp de la família.
La finca rural de la família Christ està dirigida per una sinistra mestressa anomenada Kast i el seu fill sexualment ambigu, Gabriel. Mentre Kast, una vella cruel i malcarada, està irritada per la visita dels seus amos, el seu fill Gabriel, un aspirant a escriptor pretensiós, espera explotar les connexions de Gerhard per publicar la seva obra. En entrar a casa amb la seva amant Irene, en Gerhard corre cap a la sala d'estar i troba l'Ariane a terra amb el seu amant Kolbe, l'ajudant de Gerhard. Les dues parelles intenten superar la situació incòmoda i són capaços de riure de l'absurditat d'aquesta. Sopen tots junts i, prenent un cafè, en Gabriel li permet llegir el llibre filosòfic que ha escrit. És interromput per l'arribada d'Angela, que va planejar en secret aquesta trobada per odi a la falta d'afecte dels seus pares, juntament amb Traunitz i un petit exèrcit de nines grotesques. L'Ariane està furiosa amb les entremaliadures de la seva filla i intenta colpejar-la, però en Gerhard no ho permet. Àngela és desafiant; per la seva banda, les dues parelles adúlteres decideixen continuar com estava previst.
L'Àngela li diu a Gabriel que les infidelitats dels seus pares van començar com a resposta a la seva discapacitat. Onze anys abans va aparèixer la malaltia de l'Àngela i el seu pare va començar la seva relació amb la seva amant. Quan els metges van declarar que l'estat d'Angela era desesperat, la seva mare va començar una aventura amb Kolbe. Ella declara que "En els seus cors, em culpen per les seves vides desordenades". No obstant això, Kast rebutja l'acusació de la nena com a ximpleria. L'endemà al matí, l'Àngela va d'habitació en habitació per donar el bon dia als seus pares, i els troba nus amb els seus respectius amants. Durant el dia, mentre els Christs adúlters accepten les seves respectives infidelitats, l'Àngela intenta jugar amb ells i els seus amants.
L'escenari està preparat per a una nit de revelació de suspens quan l'Àngela suggereix jugar durant el sopar a la Chinesisches Roulette, un joc d'endevinalles psicològiques. A la Chinesisches Roulette, un equip intenta endevinar en quin d'ells està pensant l'altre equip fent preguntes. Àngela selecciona els membres de cada equip. D'una banda hi ha Gerhardt, Angela, Gabriel i Traunitz; de l'altra hi ha Ariane, Kast, Irene i Kolbe. L'equip de l'Ariane fa les preguntes i l'equip de l'Àngela dona les respostes. El joc té un punt de crueltat i els resultats impliquen a tothom a la casa.
La pregunta més mortífera i definitiva que es planteja és: "Què hauria estat aquesta persona al Tercer Reich?" La resposta de l'Àngela és que hauria estat la comandant d'un camp de concentració. Kast suggereix que el subjecte de les preguntes és ella mateixa, i els altres no estan d'acord amb ella. Àngela ho contradiu; el subjecte és de fet la seva pròpia mare, Ariane. Enfurismada per això i per la rialla histèrica de l'Àngela, l'Ariane apunta la pistola del seu marit a l'Àngela, després es gira i dispara a Traunitz. Tanmateix, això resulta ser només una ferida superficial de la carn. Irritada pel Gabriel, l'Àngela li diu que des de fa dos anys sap que ha plagiat cada paraula que ha escrit.
La pel·lícula acaba en misteri quan s'escolta un segon pla a la casa enfosquida, però la identitat del tirador i la víctima es deixa a la imaginació de l'espectador.

## Repartiment
- Anna Karina com Irene Cartis
- Margit Carstensen com Ariane Christ
- Brigitte Mira com a Kast
- Ulli Lommel com a Kolbe
- Alexander Allerson com a Gerhard Christ
- Volker Spengler com a Gabriel Kast
- Andrea Schober com Angela Christ
- Macha Méril com a Traunitz

## Producció
Chinesisches Roulette a ser la primera coproducció internacional de Fassbinder i la seva pel·lícula més cara fins aquell moment. Va ser produïda per Albatros Production, Les Films du Losange i Tango Films de Michael Fengler. Va ser rodat durant set setmanes entre abril i juny de 1976. La ubicació de la casa de camp on transcorre la història era en realitat un petit castell a Stöckach a Unterfranken que va pertànyer al director de fotografia de Fassbinder, Michael Ballhaus.
El repartiment es centra en actors de la companyia habitual de Fassbinder: Margit Carstensen, Brigitte Mira, Volker Spengler i Ulli Lommel. Perquè va ser una coproducció francesa, Fassbinder va utilitzar dues estrelles franceses: Anna Karina i Macha Méril, ambdues havien aparegut abans a les pel·lícules de Jean-Luc Godard. Fassbinder va afegir un altre actor alemany, Alexander Allerson. L'amargada filla discapacitada és interpretada per Andrea Schober, a qui Fassbinder va contractar anteriorment a Der Händler der vier Jahreszeiten (1972), de nou com a testimoni de les infidelitats dels seus pares.

## Recepció
Un joc fisiològic cinematogràfic sofisticat i elegant, Chinesisches Roulette va ser rebuda amb fredor a Alemanya Occidental. La crítica es va centrar en el fred intel·lectualisme de la pel·lícula. El crític nord-americà Andrew Sarris va dedicar un curs universitari sencer a l'anàlisi de la Chinesisches Roulette.